# 黃德慈
黃德慈（英語：Robert T. Huang，1945年—）是一名臺灣裔美國企業家，Synnex公司的創始人，在2010年6月退休前一直擔任董事會主席。

## 生平
黃德慈於九州大學獲得電機工程學士學位，於羅徹斯特大學獲得電機工程及統計學碩士學位，並於斯隆管理學院獲得管理科學碩士學位。
在擔任超微半導體的總部銷售經理後，黃德慈於1980年創建Synnex公司。近三十年來，直到2008年12月，他一直擔任該公司的總裁和聯合執行長。此後他被選為董事會主席，並擔任董事會執行委員會成員直至2010年6月。離開董事會後，他繼續與Synnex合作，擔任合資企業SB Pacific Corporation的領導人。
在2008年擔任Synnex公司聯合執行長期間，黃德慈獲得2,200,000美元的薪酬，其中包括400,000美元的基本工資和1,800,000美元的獎金。